# Куявия
Это статья об исторической области Польши. О восточнославянском объединении IX века см. статью Куявия (государство)
Куя́вия (пол. Kujawy) — историческая область на севере Польши, в междуречье рек Вислы и Нотеци, к западу от Мазовии и северу от Великой Польши.

## История
Куявия вошла в состав Польского государства еще в 960-х гг. при князе Мешко I. Одна из самых плотно заселённых областей государства в период языческой реакции. После раздела Польши между сыновьями Болеслава III Кривоустого Куявия первоначально попала в состав Мазовецкого княжества, а в 1194 году образовалось самостоятельное Куявское княжество во главе с князем Лешком II Белым. 
В 1202—1234 гг. Куявия вновь находилась в составе Мазовии, правитель которой Конрад I в 1226 году пригласил в свои владения Тевтонский орден. Рыцари укрепились на востоке Куявии, в Добжиньской земле. Во второй половине XIII века Куявское княжество было разделено на два государства — с центрами в Иновроцлаве и Бресте Куявском соответственно. Князю Владиславу Локетку Куявскому удалось в 1306 году присоединить Малую Польшу, а в 1314 году Великую Польшу, возродив таким образом единое Польское государство. В 1320 году Владислав был коронован королём Польши.
В 1332 году большая часть Куявии была завоевана рыцарями Тевтонского ордена, однако постепенно польские короли вытеснили отсюда немцев и восстановили власть над регионом. После разделов Речи Посполитой в 1772—1793 Куявия вошла в состав Пруссии. 
В период Наполеоновских войн территория входила в герцогство Варшавское (1807—1815), а после Венского конгресса (1814—1815) большая часть Куявии (Быдгощ, Иновроцлав) была присоединена к Пруссии (позднее — Германской Империи), а область Влоцлавка на востоке — к Российской империи. 
C 1918 года Куявия — в составе Польши.

## Князья Куявии
- Лешек II Белый (1194—1202)
- Конрад I (1202—1233)
- Казимир I (1233—1267)
- Лешек III Чёрный (1267—1288)
- Владислав I Локетек (1267—1333)

## География
Куявия находится на территории прибалтийских низменностей. Крупнейшие реки — Висла на востоке и Нотець на западе и юге.
Крупнейшие города (данные на 2004 г.):
- Быдгощ (370 тыс. чел.)
- Влоцлавек (123 тыс. чел.)
- Иновроцлав (80 тыс. чел.)

В настоящее время Куявия входит в состав территории Куявско-Поморского воеводства.